# Palánka (Románia)
Palánka (románul: Palanca) falu Romániában, Moldvában, Bákó megyében.

## Fekvése
Gyimesbükk mellett fekvő település.

## Története
Palánkánál kezdődik az 5 km hosszúságú Gyimesi-szoros. A szoroson átkelve érjük el Gyimesbükk községet.

## Népesség
A 2002-es népszámláláskor 3764 lakosa volt, melyből 3747 fő román, 17 pedig magyar volt. A népességből 1493 fő római katolikus, 2270 görögkeleti ortodox és 1 egyéb volt.

## Képek

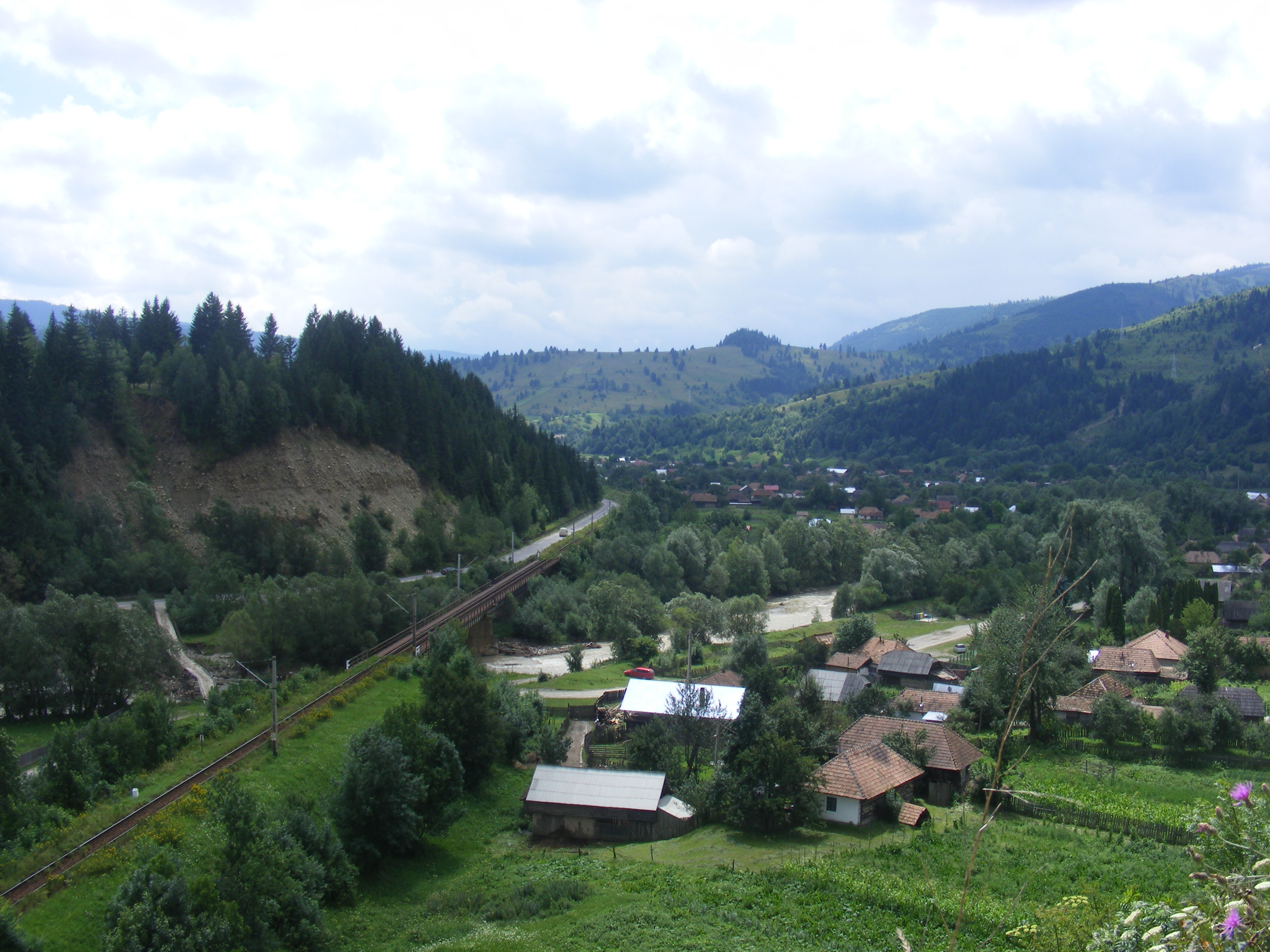
Palánka
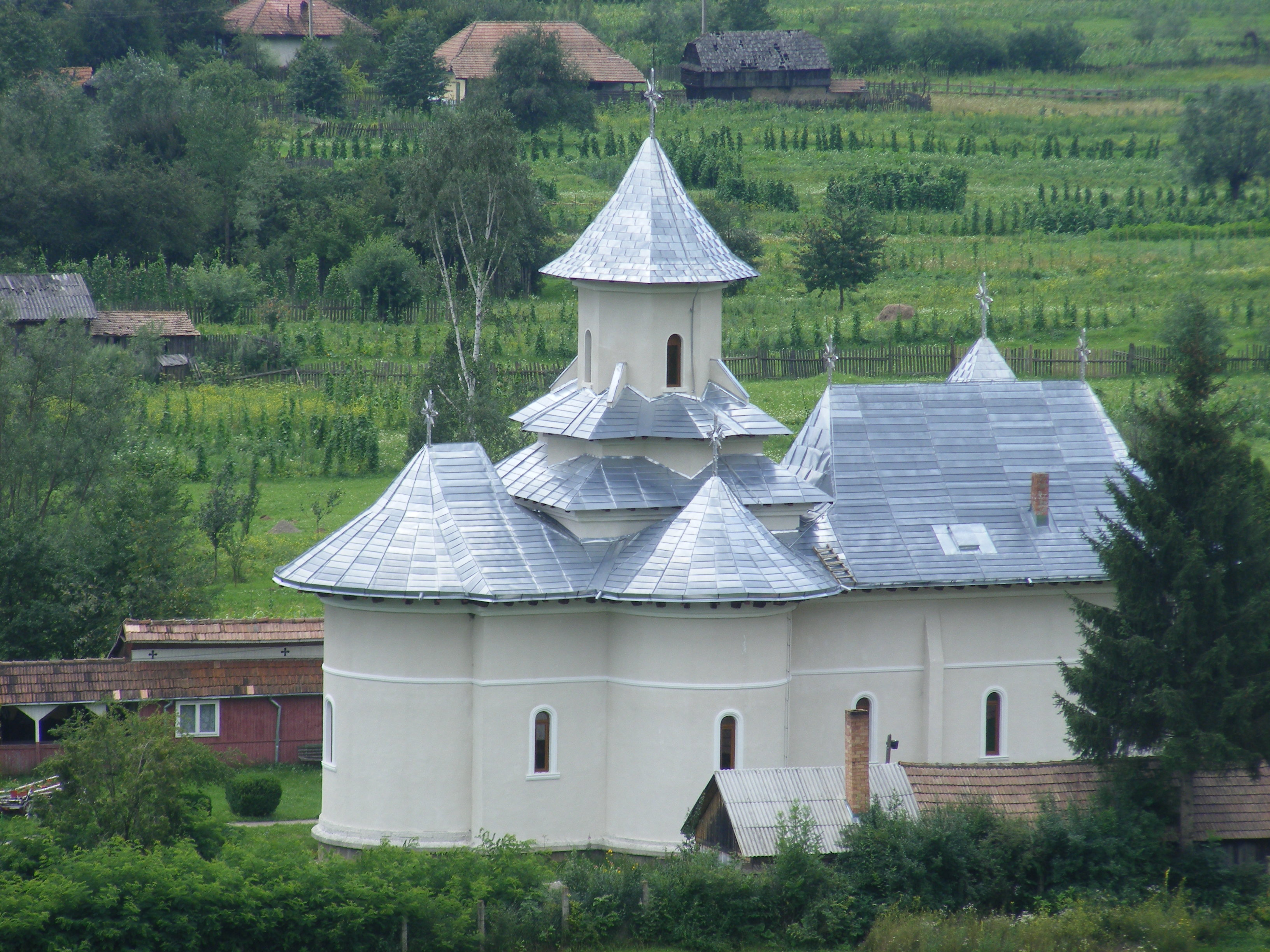
Az ortodox templom

## Külső hivatkozások
- Palánka község honlapja (románul)